# Myrcia adulterina
Myrcia adulterina là một loài thực vật có hoa trong Họ Đào kim nương.